# Saison 2018 de l'équipe cycliste Roubaix Lille Métropole
La saison 2018 de l'équipe cycliste Roubaix Lille Métropole est la douzième de cette équipe.

## Préparation de la saison 2018

### Arrivées et départs
| Arrivées           | Équipe 2017                  |
| ------------------ | ---------------------------- |
| Pierre Barbier     | BMC Development              |
| Tom Dernies        | WB-Veranclassic-Aqua Protect |
| Pierre Gouault     | HP BTP-Auber 93              |
| Pierre Idjouadiene | CC Étupes                    |
| Thomas Joly        | CC Nogent-sur-Oise           |
| Morgan Kneisky     | Armée de Terre               |
| Samuel Leroux      | CC Nogent-sur-Oise           |
| Jérôme Mainard     | Armée de Terre               |
| Steven Tronet      | Armée de Terre               |

| Départs           | Équipe 2018                  |
| ----------------- | ---------------------------- |
| Joeri Calleeuw    | Shifting Gears-Geldohf       |
| Dylan Kowalski    | retraite                     |
| Jérémy Lecroq     | Vital Concept                |
| Jérémy Leveau     | Delko-Marseille Provence-KTM |
| Félix Pouilly     | retraite                     |
| Nicolas Vereecken | retraite                     |

## Coureurs et encadrement technique

### Effectif
| Cycliste           | Date de naissance | Nationalité | Équipe 2017                  |  |
| ------------------ | ----------------- | ----------- | ---------------------------- |  |
| Julien Antomarchi  | 16 mai 1984       | France      | Roubaix Lille Métropole      |  |
| Pierre Barbier     | 25 septembre 1997 | France      | BMC Development              |  |
| Jérémy Cabot       | 24 juillet 1991   | France      | Roubaix Lille Métropole      |  |
| Tom Dernies        | 22 novembre 1990  | Belgique    | WB-Veranclassic-Aqua Protect |  |
| Pierre Gouault     | 9 février 1993    | France      | HP BTP-Auber 93              |  |
| Pierre Idjouadiene | 6 janvier 1996    | France      | CC Étupes                    |  |
| Thomas Joly        | 22 novembre 1995  | France      | CC Nogent-sur-Oise           |  |
| Morgan Kneisky     | 31 août 1987      | France      | Armée de Terre               |  |
| Samuel Leroux      | 27 novembre 1994  | France      | CC Nogent-sur-Oise           |  |
| Jérôme Mainard     | 25 août 1986      | France      | Armée de Terre               |  |
| Lander Seynaeve    | 29 mai 1992       | Belgique    | Roubaix Lille Métropole      |  |
| Steven Tronet      | 14 octobre 1986   | France      | Armée de Terre               |  |
| Emiel Vermeulen    | 16 février 1993   | Belgique    | Roubaix Lille Métropole      |  |

## Bilan de la saison

### Victoires
| Date       | Course                                    | Pays   | Classe | Vainqueur         |
| ---------- | ----------------------------------------- | ------ | ------ | ----------------- |
| 28/04/2018 | 4e étape du Tour de Bretagne              | France | 2.2    | Julien Antomarchi |
| 8/07/2018  | Grand Prix de la ville de Nogent-sur-Oise | France | 1.2    | Julien Antomarchi |